# Flower Msuya
Pour les articles homonymes, voir Msuya.
Flower Ezekiel Msuya (née en 1959) est une phycologue tanzanienne. Elle se spécialise en algoculture (algues marines) et en aquaculture intégrée.

## Enfance et formation
Flower Ezekiel Msuya est née en 1959 à Kifula (Ugweno (en)), une division du district de Mwanga (en) dans la région du Kilimandjaro en Tanzanie. Elle a obtenu son BSc en botanique et statistique de l'Université de Dar es Salam. Elle a obtenu une maîtrise en pêche et aquaculture de l'Université de Kuopio en Finlande. Sur la base d'un cours de phycologie (l'étude des algues et des algues), elle a développé un intérêt pour la culture des algues. Elle a obtenu son doctorat en aquaculture intégrée aux algues de l'Université de Tel Aviv en 2004. Sa thèse, intitulée « The Influence of Culture Regimes on the Performance of Seaweed Biofilters in Integrated Mariculture » («L'influence des régimes de culture sur la performance des biofiltres d'algues dans la mariculture intégrée»), portait sur l'utilisation d'algues comme biofiltres pour les effluents des étangs à poissons. 

## Carrière
De 1993 à 1996, Msuya a étudié les impacts socio-économiques et environnementaux de la culture des algues,. Elle a été la pionnière du début de la culture d'algues dans le sud de la Tanzanie en 1995 et 1996,. Depuis 2005, elle recherche des technologies pour ajouter de la valeur aux algues (par exemple pour la fabrication de filets tubulaires). 
Depuis 2017, Msuya fait partie d'une équipe mettant en œuvre le projet GlobalSeaweedSTAR pour protéger l'avenir de l'aquaculture d'algues contre les effets du changement climatique dans des pays comme la Tanzanie, les Philippines et la Malaisie. Un projet dirigé par l'Association écossaise des sciences marines (en) (SAMS) et financé par le UK Research and Innovation (en) Global Challenges Research Fund. 
Msuya a travaillé comme agent de recherche au Tanzania Fisheries Research Institute (TAFIRI) à Kigoma, en Tanzanie. Elle est une ancienne scientifique de laboratoire en chef et chercheuse principale en biologie marine à l'Institut des sciences marines de l'Université de Dar es Salam basé à Zanzibar. La nécessité pour l'industrie tanzanienne de développer sa résilience face aux impacts environnementaux a été un domaine d'intérêt clé pour elle. 
Msuya est l'un des cinq formateurs internationaux en innovation et facilitation de cluster. Elle se forme aux technologies de culture des algues, à la valeur ajoutée et à l'intégration des algues avec d'autres produits marins tels que les concombres de mer, les crustacés et les poissons. 
Msuya a travaillé avec l'Organisation des Nations unies pour l'alimentation et l'agriculture (FAO), la Women in Informal Employment: Globalizing and Organizing (en) (WIEGO), l'Organisation des Nations unies pour le développement industriel (ONUDI) et le Fonds mondial pour la nature (WWF). Elle a contribué au démarrage de la culture des algues à Maurice, Rodrigues et Mayotte. 
Elle est membre de la Tropical Agriculture Association (TAA), de la Royal Society of Biology (en) (RSB), la World Aquaculture Society (WAS) , l'International Seaweed Association (ISA), la Western Indian Ocean Marine Science Association (en) (WIOMSA) et le Forum panafricain de la compétitivité (PACF). 
Msuya est la fondatrice et présidente de la Zanzibar Seaweed Cluster Initiative (ZaSCI). Dans le cadre de cette initiative, elle a contribué à la production de produits d'algues comprenant de la poudre, des cosmétiques et des aliments,. La ZaSCI aide également Zanzibar à intensifier le traitement des algues en mettant en œuvre des usines de traitement d'algues pour la carraghénane semi-raffinée (le gel qui détermine la qualité des algues rouges cultivées sur l'île).

## Sélection de publications
- (en) Flower E. Msuya et Amir Neori, « Effect of water aeration and nutrient load level on biomass yield, N uptake and protein content of the seaweed Ulva lactuca cultured in seawater tanks », Journal of Applied Phycology, vol. 20, no 6,‎ décembre 2008, p. 1021–1031 (DOI 10.1007/s10811-007-9300-6)
- (en) Amir Neori, Flower E. Msuya, Lilach Shauli, Andreas Schuenhoff, Fidi Kopel et Muki Shpigel, « A novel three-stage seaweed ( Ulva lactuca ) biofilter design for integrated mariculture », Journal of Applied Phycology, vol. 15, no 6,‎ novembre 2003, p. 543–553 (DOI 10.1023/B:JAPH.0000004382.89142.2d)
- (en) Andreas Schuenhoff, Muki Shpigel, Ingrid Lupatsch, Arik Ashkenazi, Flower E Msuya et Amir Neori, « A semi-recirculating, integrated system for the culture of fish and seaweed », Aquaculture, vol. 221, nos 1-4,‎ mai 2003, p. 167–181 (DOI 10.1016/S0044-8486(02)00527-6)
- Flower Msuya, The influence of culture regimes on the performance of seaweed biofilters in integrated mariculture, 2011 (ISBN 978-3-8454-3642-5).